# 魁北克人黨
魁北克人黨（法語：Parti Québécois），簡稱魁人黨，是加拿大魁北克省的一个左翼省级政党，支持魁北克独立和社會民主主義。該黨傳統上獲得勞工運動支持，但有別與其他社會民主政黨，魁人黨只與勞工組織維持非正式聯繋。魁人黨對上一次在魁北克省執政時期介乎2012年至2014年。
魁人党虽然同联邦政党魁人政團有一定关系，但在组织上是两个不同的政党。魁人黨的支持者來自不同背景，從勞工運動人士至保守派鄉郊地區選民皆有代表。

## 历史

### 1968年-1976年：創黨初期
魁人黨於1968年由前魁北克自由黨內閣廳長瑞內·勒維克領導的主權關聯運動（Mouvement Souveraineté-Association）和國民集會（Ralliement national）合併而成，主要目標是在政治、經濟和社會範疇為魁北克爭取更多自治權。國家獨立大會（Rassemblement pour l'Indépendance Nationale）則於同年解散，其黨員獲邀加入魁人黨，後者遂成為魁北克差不多所有民族主義運動和組織的焦點。
魁人黨於1970年首次參與省選，雖獲取23.5%選票但只贏得七個省議會議席。到了1973年省選，魁人黨得票率上升至30.2%，議席數目下降至六席，但在省議會其他政黨慘敗的局面下首次成為官方反對黨。勒維克本人在兩次省選皆未贏取議席。

### 1976年-1985年：首次執政

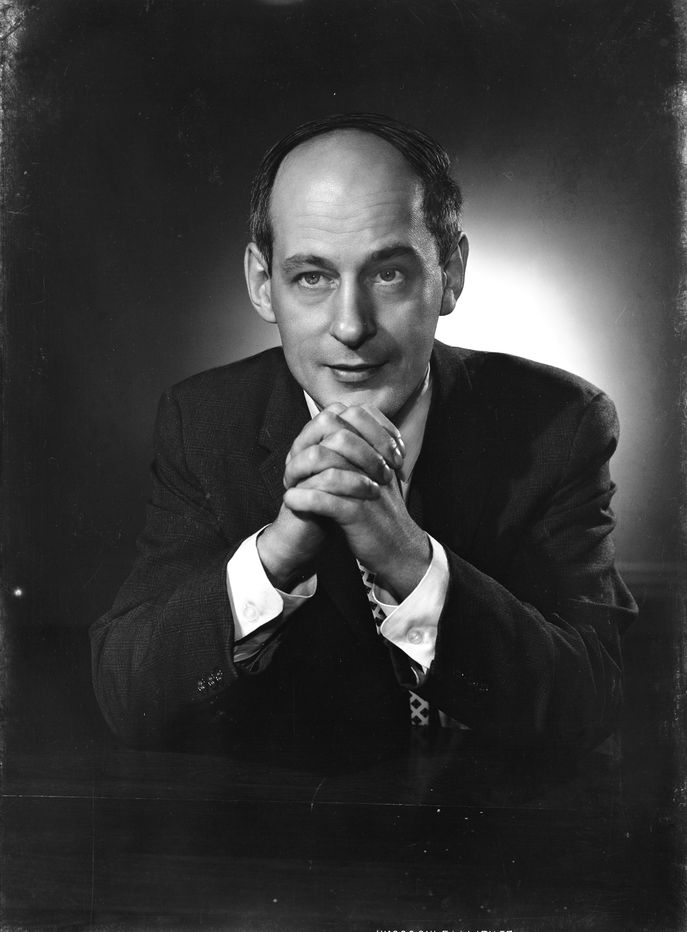
魁人黨創始黨魁勒維克

1976年省選競選期間，魁人黨承諾若當選的話便會在首次執政時期就主權關聯（即魁北克成為一個主權獨立的民族國家，但仍然和餘下的加拿大聯邦維持經濟夥伴關係）舉行公投。在自由黨政府民望低落的局面下，魁人黨從中得益，得票率上升至41.4%，議席數目更大增至71席，以多數姿態首次上台執政，勒維克首次以魁人黨黨員身份出任議員並就任省長。
魁人黨於首次執政時期通過《法語憲章》（第101號法案），將法語定為魁北克的唯一官方語言。在此之前魁北克雖有85%居民通曉法語，但大部分中大型企業皆以英語為主要營商語言；《法語憲章》通過後為魁北克的法語系居民帶來更多晉升機會。法案亦限制魁北克境內的英語公校只供英語系家庭學生就讀，法語系家庭和移民家庭學生不得到英語公校求學。此一系列語言政策為魁北克日後發展帶來深遠影響。
為兌現競選承諾，魁人黨政府於1980年5月舉行公投，尋求選民授權與加拿大聯邦政府就主權關聯展開磋商，結果被59.56%選民否決。雖然經歷公投挫敗，魁人黨仍於1981年省選贏取49.2%選票和80個議席，保著多數執政地位。
魁人黨其後展開黨内諮詢，勒維克獲多數黨員支持集中執政而暫時擱置主權議題，並與聯邦政府就憲政事務採取較溫和手段。然而此舉卻招來部分黨員不滿，觸發包括財長帕里佐在内的一批強硬魁獨派黨員於1984年11月退黨。面臨内部分裂下，勒維克於1985年6月辭任黨魁，同年9月由同屬溫和派的約翰遜（Pierre-Marc Johnson）繼任。

### 1985年-1994年：在野
隨著自由黨民望回升，魁人黨在1985年省選落敗，只保著省議會23個議席。約翰遜於1987年11月辭任魁人黨黨魁，1988年3月由帕里佐繼任。魁人黨於1989年省選提出就各項個別憲制事務（如語言）舉行範疇性公投，但並未從中得益，以29席繼續擔當反對黨。然而米治湖修憲協定於1990年6月被否決，重燃魁北克主權運動支持。取代米治湖協定的夏洛特敦修憲協定推出後，受到帕里佐等人動員民眾反對。夏洛特敦協定於1992年10月進行公投表決，結果被大部分魁北克選民否決。

### 1994年-2001年：帕里佐和布沙爾年代
在魁獨議題再度熾烈下，魁人黨在1994年省選競選期間承諾當選一年内舉行另一次獨立公投。魁人黨結果大勝，贏取77席重拾執政權，並計劃於翌年舉行公投。
1995年6月12日，魁人黨黨魁帕里佐、魁北克民主行動黨黨魁杜蒙（Mario Dumont）和聯邦層面的魁人政團黨魁布沙爾（Lucien Bouchard）公布《有關主權問題的三方協定》，列出他們三人就魁北克和加拿大之間的夥伴關係（包括共同政治及經濟機關）所提出的建議，其內容並於公投舉行前數周郵寄予所有魁北克選民。同年10月30日舉行的獨立公投投票率達93.5%，反對方以50.58%對49.42%的些微票數險勝贊成方。帕里佐當晚大罵「錢和族裔票」作怪導致公投失敗，惹來外界非議，翌日則辭任黨魁。
布沙爾於1996年1月繼任魁人黨黨魁和魁北克省省長。他認為短期内再舉行獨立公投將不獲大部分選民支持，因此將焦點改為重振魁北克經濟，以及透過削減醫療和社會開支來平衡省府預算。魁人黨在1998年省選得票低於莊社理領導的自由黨，但仍贏取76席繼續執政。然而，布沙爾對任內魁獨支持轉趨冷淡感到失望，遂於2001年3月請辭，由財長朗德里（Bernard Landry）繼任黨魁和省長。

### 2001年-2012年：在野

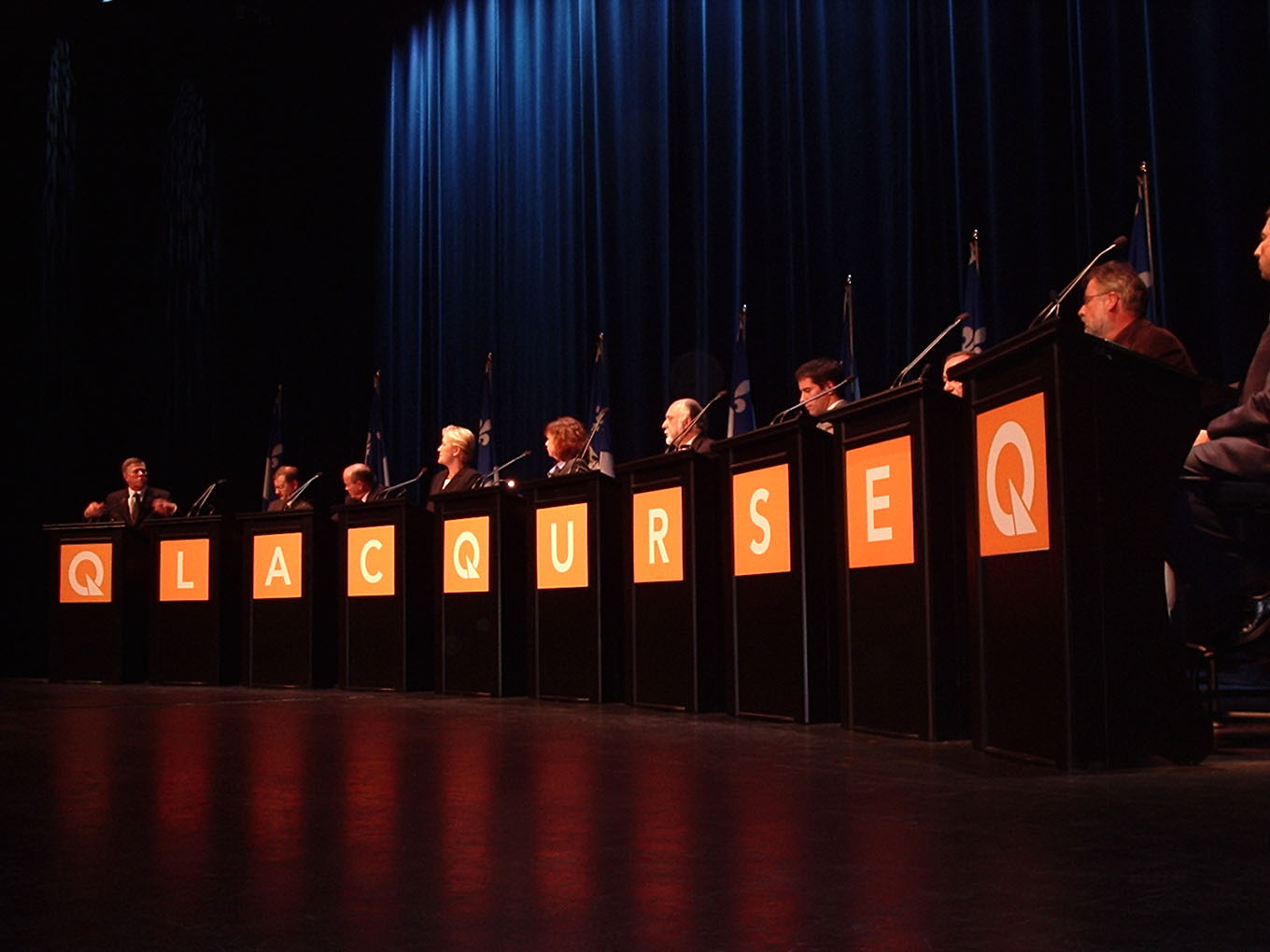
2005年魁人黨黨魁選舉候選人辯論會

2002年數項民調顯示魁人黨支持流失予自由黨和民主行動黨，而魁人黨最終於2003年省選中敗予自由黨。部分黨員開始質疑朗德里的領導，而他則於2005年6月的魁人黨大會中表示他約不獲至少80%與會黨員支持的話便會下台。朗德里最終在黨魁檢討投票中獲得76.2%支持，遂告請辭。布瓦克來爾（André Boisclair）於同年11月當選魁人黨黨魁，當時有民意調查顯示魁人黨領先自由黨多達20個百分點。
布瓦克來爾抨擊加拿大國會針對魁獨公投而於2000年通過的《清晰法案》，並謂他將於來屆省選中向選民尋求授權舉辦另一次獨立公投，然而此舉卻令反對再度舉行公投的中間偏右至右翼選民改為支持民主行動黨。另一方面，魁人黨的左翼進步派則有感該黨在帕里佐、布沙爾和朗德里領導期間陸續往右傾，部分因此轉投新成立的左翼省級政黨魁北克團結黨，魁人黨遂面臨左右夾攻的局面。
在2007年3月舉行的省選，魁人黨贏取36個議席，敗予自由黨之餘更落後於贏取41席的民主行動黨，為1973年以來首次在省議會中擔當執政黨或官方反對黨以外的角色；布瓦克來爾則於同年5月辭任黨魁。魁人政團前黨魁都賽佩和前魁人黨內閣廳長馬華皆於同年5月11日宣布競逐魁人黨黨魁，但都賽佩則於翌日宣布退選，馬華遂於同年6月在無對手競爭下自動當選，成為魁人黨首位女性黨魁。
大部分民主行動黨黨籍省議員缺乏從政和議會經驗，而魁人黨經驗深厚的議員比較下相形見優，魁人黨因此被視為比民主行動黨更能有效制衡執政自由黨。自由黨少數政府於2008年末解散議會舉行省選，當時民意調查顯示魁人黨支持度超越民主行動黨。魁人黨最終在該屆省選中贏取51席，再度成為官方反對黨。
魁北克城市政府和魁北科集團（Québécor）就市内新建室内體育及娛樂場館的管理事務達成協議，一名代表該帶選區的魁人黨省議員於2011年就此提出私人草案，為該市政府提供法律保障免受訴訟，並獲馬華支持。另外五名魁人黨省議員則就此表達不滿，並於同年6月退出黨團，在省議會中以獨立議員身份議政，當中奧桑（Jean-Martin Aussant）更於同年10月創辦魁北克主權主義政黨國家選項（Option Nationale）。

### 2012年至今：近期發展

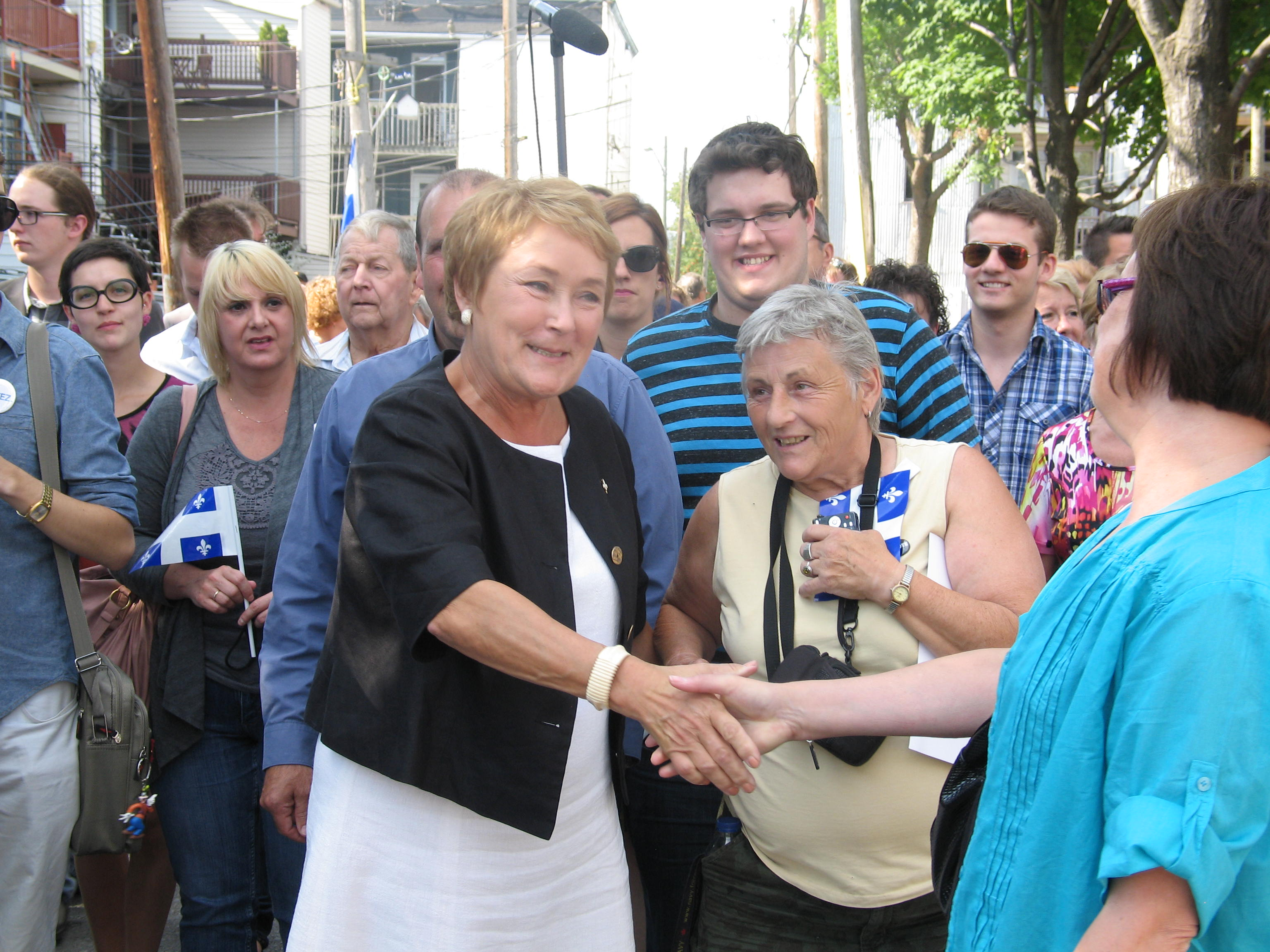
2012年省選競選期間，時任魁人黨黨魁馬華在魁北克城拉票

魁人黨於2012年省選中贏取54席，壓倒自由黨以少數政府姿態上台執政，而馬華亦成為魁北克首位女性省長。馬華就任一年内處理造成47死的梅干提克湖火車意外，獲得好評。魁人黨政府後於2013年11月引入《魁北克價值觀憲章》（第60號草案），確保魁北克政府世俗化和宗教中立等原則，當中包括禁止公務員（包括公校教師和公立醫院僱員）在上班時佩戴帶有宗教色彩的飾物。這項草案惹來極大爭議，但也獲不少法裔民眾支持。以少數姿態執政的魁人黨無法獨力通過憲章，該黨遂於2014年3月宣佈解散省議會並舉行省選，以求以多數政府姿態連任。
競選初期魁人黨形勢理想，但強硬魁獨派候選人佩拉多（Pierre Karl Péladeau）的主權運動言論令魁獨議題逐漸成為競選焦點，魁人黨支持度亦隨之下滑，在省選前五天跌至28%，落後自由黨的37%。魁人黨最終贏取30席落敗於自由黨，得票率更只得約25%，為魁人黨自1970年以來最低的得票率。馬華更失掉自己的議席，並於當晚宣佈辭去魁人黨黨魁職位。
曾任魁北科集團總裁的佩拉多於2015年魁人黨黨魁選舉首輪投票贏取57.6%選票，成為新任黨魁，然而他就任不足一年便於2016年5月以家庭理由請辭。2016年黨魁選舉，利斯（Jean-François Lisée）在第二輪投票當選，並承諾魁人黨若成為執政黨的話，不會在2022年以前舉行主權公投。
魁人黨於2018年省選中大敗，僅贏取省議會十個議席，成為第三大黨之餘更失去正式政黨地位，得票率僅有為17%，該黨自1970年省選以來的最差表現。魁人黨流失大量選民予首次上台執政的魁北克未來聯盟，其去向亦成疑。未來聯盟於同年11月宣布給予魁人黨正式政黨地位，然而魁人黨黨籍省議員富尼耶（Catherine Fournier）於2019年3月宣布退黨並改以獨立身份議政，魁人黨的省議會黨團遂減至九人並淪為第四大黨。

## 選舉成績
| 魁北克大選 | 候選人總數 | 贏取議席總數 | 得票率  | 結果             |
| ---------- | ---------- | ------------ | ------- | ---------------- |
| 1970年     | 108        | 7            | 23.06%  | 自由黨多數政府   |
| 1973年     | 110        | 6            | 30.22%  | 自由黨多數政府   |
| 1976年     | 110        | 71           | 41.37%  | 魁人黨多數政府   |
| 1981年     | 122        | 80           | 49.26%  | 魁人黨多數政府   |
| 1985年     | 122        | 23           | 38.69%  | 自由黨多數政府   |
| 1989年     | 125        | 29           | 40.16%  | 自由黨多數政府   |
| 1994年     | 125        | 77           | 44.75%  | 魁人黨多數政府   |
| 1998年     | 124        | 76           | 42.87%  | 魁人黨多數政府   |
| 2003年     | 125        | 45           | 33.24%  | 自由黨多數政府   |
| 2007年     | 125        | 36           | 28.35%  | 自由黨少數政府   |
| 2008年     | 125        | 51           | 35.17 % | 自由黨多數政府   |
| 2012年     | 125        | 54           | 31.09%  | 魁人黨少數政府   |
| 2014年     | 124        | 30           | 25.38%  | 自由黨多數政府   |
| 2018年     | 125        | 10           | 17%     | 未來聯盟多數政府 |

## 外部連結
- （法文）官方网站